# Erich Adam Dinges
Erich Adam Oskar Dinges (ur. 20 listopada 1911 we Frankfurcie nad Menem, zm. 20 kwietnia 1953) – SS-Oberscharführer, członek załogi obozu koncentracyjnego Auschwitz-Birkenau. 
Urodzony we Frankfurcie nad Menem, z zawodu był instruktorem jazdy samochodowej. Członek NSDAP i SS od 1 marca 1932. Od 30 maja 1941 do listopada 1944 był szoferem SS w obozie Auschwitz-Birkenau. Po wojnie Dinges został osądzony w pierwszym procesie oświęcimskim przez Najwyższy Trybunał Narodowy w Krakowie i skazany 22 grudnia 1947 na karę 5 lat pozbawienia wolności.